# Entkristal
Een entkristal is een klein stukje materiaal met een homogene kristalstructuur, waarop een groot kristal kan worden gevormd, doorgaans van hetzelfde materiaal. Om het grote kristal te vormen kan het entkristal worden gedoopt in een oververzadigde oplossing, in gesmolten materiaal dat daarna wordt afgekoeld, of door het materiaal waarvan een kristal moet worden gevormd in dampvorm over het entkristal te leiden (zie ook kristallisatie).
Entkristallen worden onder andere in de halfgeleiderindustrie gebruikt, waar technieken als de Czochralski-methode of de Bridgeman-methode worden toegepast om een staaf of plak halfgeleidend materiaal met een zuivere kristalstructuur te vormen. Deze wordt vervolgens in schijfjes gesneden die worden gepolijst en die zo de wafers vormen waaruit chips worden vervaardigd.

## Trivia
Het begrip wordt in figuurlijke zin gebruikt om een gebeurtenis of denkbeeld aan te duiden waaruit vervolgens een boek of film is ontstaan. Zo vormde een bromfietsongeluk het entkristal voor het scenario van de film Spetters.